# Большое Загорье (Псковская область)
Большо́е Заго́рье — деревня в Карамышевской волости Псковского района Псковской области России.

## География
Расположена в 14 км к северо-востоку от села Карамышево и в 32 км к востоку от Пскова.

## Население
| 2001 | 2002 | 2010 |
| ---- | ---- | ---- |
| 251  | ↗252 | ↘189 |

## История
До 1 января 2010 года деревня была административным центром упразднённой Большезагорской волости.